# Цани Гинчев
Цани (Стефан) Гинчев (Генчев) Шкипърнев е български писател, просветен деец и публицист.

## Биография
Роден е в Лясковец през август 1835 (според някои източници – август 1832). Автор е на книгата „Български басни“ и на повестите „Ганчо Косерката“, „Женитба“ и „Зиналата стена“. Същите повести публикува в списание „Труд“ (1887 – 1892), докато е негов редактор.
Учил е в селищното килийно училище, после в метоха при Петропавловския манастир под ръководството на игумена му Максим Райкович, след това и във Велико Търново при Никола Златарски.
През 1846 година отива „на бахча“ в Букурещ. През 1848 година става градинар в Белград. Печели пари, за да продължи образованието си в Белградската гимназия. В Белград се запознава с Раковски, сближава се с него и става член на легията му. През 1858 година се премества в Одеса, където дели квартира с Раковски.
Става сътрудник на етнографския труд на Раковски „Показалец“, в който отпечатва народни песни, приказки, обредни обичаи и вярвания, както и народен календар. Гинчев преписва и коригира труда на Раковски, дори продава книгите му в Бесарабия и Молдова.
През 1860 година се разделя с Раковски и отива в Киев, където следва естествени науки. През 1862 година става учител в българската колония Карагач в Бесарабия, където прекарва седем години. През 1864 година, връщайки се за кратко в България, се жени за дъщерята на виден търновски търговец. През 1868 година отпечатва народни умотворения в списание „Общ труд“.
Окончателно се завръща в България през 1870 година. Същата година издава първата си стихосбирка „Български басни“, а през следващата 1871 година издава и учебник по „Земляделие за всекиго“. През 1872 година отпечатва в Цариград своята балада „Неожидана среща“.
През 1873 година се премества в Габрово, където преподава естествени науки (история), химия и черковнославянски език. Тогава участва и в подготовката на въстанието на Цанко Дюстабанов. След провала на въстанието по внушение на габровските чорбаджии, учителите от Априловската гимназия биват заловени и откарани на съд в Търново. След двумесечен престой в затвора Цани Гинчев е назначен за окръжен управител на Оряхово.
След Освобождението е привлечен от Временното руско управление като окръжен управител на Търново. Като такъв "по право" участва в Учредителното събрание през 1879 год.
От 1 юли 1880 година е назначен за училищен инспектор във Врачанското и Оряховското учебни окръжия, както и за първостепенен учител в Лом. Част от живота му по това време е свързана с град Бяла Слатина. Той съдейства за утвърждаването на града като околийски център, за разширяване на образователното дело, за откриване на седмичен пазар за едър рогат добитък. Неговото име носи едно от училищата в града. Според местни слухове Гинчев помага за разширяването на училищната сграда, като става през нощта и размества колчетата, обозначаващи размерите на бъдещото училище.
На 1 април 1885 г., е назначен за учител в Лом. За да може да инспектира училищата в различните села на окръжията, със собствени средства си купува каруца с два коня и наема кочияш. 
От 1884 г. е редовен член на Българското книжовно дружество (днес БАН).
През 1886 година Цани Гинчев се премества като учител в Търновската девическа гимназия по български език и литература и естествена история. Едновременно с това от следващата 1887 година става издател и на списание „Труд“, в което и печата свои трудове. През първата година това е „Няколко думи за историята на нашето градинарство“, на следващата 1888 година – повестта си „Зиналата стена“, а през 1890 година и повестта „Ганчо Косерката“. През 1892 година Гинчев издава повестта си „Женитба“, както и „Писма за корените и законите на българския език“ и „Седянка“.
След 30-годишно учителстване в чужбина и в България през 1893 година Цани Гинчев се оттегля от професията учител, но става ревностен сътрудник на Българското книжовно дружество. Сътрудничи на сборници, списания и вестници отпреди и след Освобождението в духа на народознанието и литературата.
През юли 1894 година участва в І конгрес на българската публицистика, където се простудява. След няколко дни, на 26 юли, умира в дома на брат си Петър Гинчев в София.
След себе си Цани Гинчев оставя незаличима следа със своето творчество, народополезна дейност и родолюбие. Човекът, който е работил денонощно и неуморно, оставя незабравими балади, повести, патриотични и лирични стихотворения, научни статии по езикови, земеделски и битови въпроси, вкл. и незавършена енциклопедия на болестите и лекуването им с билки (Лекарственик – 77 билки за 77.5 болести).

## Памет
На негово име днес в България има:
- село Цани Гинчево в Шуменска област,
- улици в София (Карта) и във Варна,
- три училища – в София, Бяла Слатина и родния му Лясковец.